# Макс Вюнше
Макс Вюнше (нім. Max Wünsche; 20 квітня 1914, Кіттліц — 17 квітня 1995, Мюнхен) — німецький офіцер Ваффен-СС, штандартенфюрер СС, кавалер Лицарського хреста Залізного хреста з Дубовим листям, ад'ютант Адольф Гітлера.

## Ранні роки
Макс Вюнше народився 20 квітня 1914 року в місті Кіттлітц. У 1928 році вступив в Імперській земельний союз. Після закінчення комерційного училища працював в управлінні дрібної сільськогосподарської фірми. У листопаді 1932 року вступив до молодіжної організації НСДАП «Гітлерюгенд», а в липні 1933 року — в СС. У 1934 році закінчив Ютерборзьке унтерофіцерське училище СС, а в 1936 році — юнкерське училище СС в Бад-Тельці. 20 квітня 1936 року Макс Вюнше став Унтерштурмфюрером СС і був призначений командиром взводу в 9-й роті Лейбштандарта СС «Адольф Гітлер». З травня 1936 року він ніс службу в 17-й роті Лейбштандарта СС, а з 1 жовтня 1938 року — в лавах виділеної з числа «білявих бестій Зеппа Дітріха» Команди ескорту фюрера.

## Друга світова війна
24 січня 1940 року Вюнше був призначений командиром взводу 15-ї роти стрільців-мотоциклістів «ЛССАГ». Взявши участь у Французькій кампанії, він був 1 червня знову переведений до складу Команди ескорту фюрера, а 5 жовтня призначений ад'ютантом командира «ЛССАГ» Йозефа Дітріха. Оскільки білявий, високий, ставний і блакитноокий Макс володів бездоганною нордичною зовнішністю, являючи собою «ідеальний тип аріогерманського воїна», він дуже часто ставав «мішенню» фотографів і кінооператорів.
У 1941 році Вюнше взяв участь в Балканській кампанії і в боях на Східному фронті. В ході боїв проти радянських військ в Криму блакитноокий силач виконував обов'язки начальника оперативного відділу штабу бригади СС «ЛССАГ», а 15 лютого 1942 року був призначений командиром дивізіону штурмових гармат «ЛССАГ», яким успішно керував в період боїв на річці Міус.
У червні 1942 року Вюнше був відряджений в Берлінське військове училище, а 22 жовтня призначений командиром I батальйону 1-го танкового полку СС «ЛССАГ». У лютому 1943 року Макс, вже заслуживший Залізний хрест обох ступенів і призначений командиром бойової групи, відзначився в боях за Харків і 28 лютого 1943 року удостоївся нагородження Лицарським хрестом Залізного хреста.

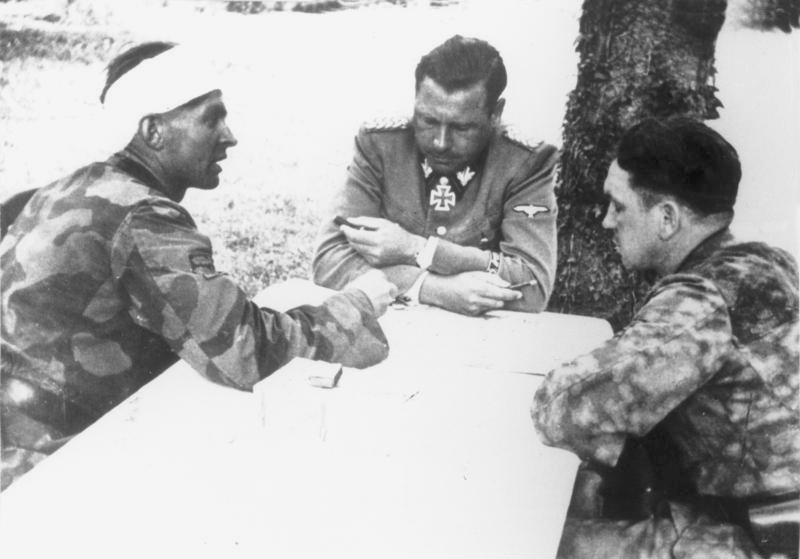
Макс Вюнше (зліва), Фріц Вітт (в центрі), Курт Мейер (праворуч) у червні 1944 року в околицях Кана, Франція.

У червні 1943 року він був відряджений до складу перебувавшої в стадії формування нової, 12-ї танкової дивізії СС «Гітлерюгенд», прийнявши командування 12-м танковим полком СС. 11 серпня 1944 року Макс Вюнше був нагороджений Дубовим листям до Лицарського хреста Залізного хреста. У серпні 1944 року полк Вюнше був оточений англо-американськими військами в Фалезькому котлі. Важко поранений в ході спроби прориву з «котла», Макс був взятий в полон канадськими військами.

## Життя після війни
Після війни він працював на скромній управлінській посаді в невеликій промисловій фірмі в західнонімецькому місті Вупперталь і помер в Мюнхені 17 квітня 1995 року.

## Звання
- Штандартенюнкер СС (31 січня 1936)
- Унтерштурмфюрер СС (20 квітня 1936)
- Гауптштурмфюрер СС (25 травня 1940)
- Штурмбаннфюрер СС (1 вересня 1942)
- Оберштурмбаннфюрер СС (30 січня 1944)
- Штандартенфюрер СС (1945)

## Нагороди
- Почесна шпага рейхсфюрера СС
- Кільце «Мертва голова»
- Медаль «За вислугу років у Вермахті» 4-го класу (4 роки)
- Данцизький хрест 2-го класу[3]
- Залізний хрест (1939)
  - 2-го класу (25 травня 1940)
  - 1-го класу (31 травня 1940)
- Штурмовий піхотний знак в сріблі
- Хрест Воєнних заслуг 2-го і 1-го класу з мечами
- Медаль «За зимову кампанію на Сході 1941/42»
- Нагрудний знак «За поранення» в сріблі
- Орден «За хоробрість» 4-го ступеня, 1-й клас (Болгарія)
- Німецький хрест в золоті (25 лютого 1943) як штурмбаннфюрер СС і командир I батальйону 1-го танкового полку СС «Лейбштандарт СС Адольф Гітлер»
- Лицарський хрест Залізного хреста з Дубовим листям
  - Лицарський хрест (28 лютого 1943) як штурмбаннфюрер СС і командир I батальйону 1-го танкового полку СС «Лейбштандарт СС Адольф Гітлер»
  - Дубове листя (№ 548) (11 серпня 1944) як оберштурмбаннфюрер СС і командир 12-го танкового полку СС «Гітлерюгенд»